# Кліпмейкер
Кліпмейкер — фахівець, що професійно займається розробкою і постановкою рекламного ролика чи іншого творчого замовлення. Його завдання — створити яскравий, оригінальний, такий, що запам'ятовується, образ на екрані. Кліпмейкер керує діями творчої команди: сценаристами, операторами, стилістами, гримерами, костюмерами, реквізиторами.

## Обов'язки
- створення творчого проєкту замовлення;
- розробка і створення сприятливого образу (іміджу) рекламного продукту;
- збір додаткової інформації про товар чи подібну продукцію;
- підбір акторів для зйомок (організація прослуховування і конкурсу);
- організація і регламентація кожного знімального дня (постановка цілей і задач на кожен етап зйомок);
- монтаж знятого матеріалу;
- презентація створеної роботи.

## Загальні вимоги
- творчі здібності;
- глибина і багатство уяви;
- добре розвинута словесно-логічна, образна й емоційна пам'ять;
- організаційні здібності;
- комунікативні здібності (уміння знаходити контакт, налагоджувати стосунки тощо);
- вербальні здібності (вміння говорити чітко, ясно, виразно);
- високий рівень розвитку концентрації і перемикання уваги (здатність протягом тривалого часу зосереджуватися на одному предметі та швидко переходити з одного виду діяльності на інший;
- психоемоційна врівноваженість;
- ораторські здібності (уміння грамотно виражати свої думки);
- здатність впливати на навколишніх.

## Специфіка роботи
Творча, цікава робота. Вибір сюжету, спецефектів, образотворчих засобів — залежить від фантазії кліпмейкера. Звичайно, він працює не один. Створювати відеоролики йому допомагають сценаристи, оператори, художники, звукооператори, стилісти, гримери, костюмери, реквізитори.

## Робота для кліпмейкера
Спеціалізовані рекламні агентства, студії.

## Зарплата і перспективи професії кліпмейкера
У кліпмейкера немає раз і назавжди певних ставок. Що відоміше ім'я, то вище гонорар. Багато чого залежить від бюджету, виділеного на виробництво. Деякі групи умудряються знімати кліпи і за $2000. А ось, наприклад, Кіркоров витрачає на візуальний ряд своїх пісень від $50000-70000. Відповідно, кліпмейкер може заробити і $200, і $5000-7000.

## Профільна освіта
Вища за спеціальностями: «Режисура кіно і телебачення», «Режисура телепередач» і «Реклама» та спеціалізацією «режисер реклами і мультимедіа».